# Carlos Herrera (juez)
Carlos Herrera (Paraná, provincia de Entre Ríos, Argentina, 5 de enero de 1902 – Buenos Aires, Argentina, 15 de agosto de 1972) fue un embajador, juez y ministro de la Corte Suprema de Justicia de Argentina.

## Actividad judicial y política
Estudió  en la Facultad de Derecho de la Universidad de Buenos Aires, donde se recibió de abogado a los 20 años y, luego de una breve experiencia como docente en la escuela secundaria, ingresó en la administración de justicia.
En 1924 fue nombrado defensor en el por entonces territorio nacional del Chubut, luego fue fiscal en el territorio de Río Negro, después, inspector de justicia del Ministerio de Justicia e Instrucción Pública y entre 1936 y 1938 estuvo designado como defensor en la Cámara Federal de Bahía Blanca. Nombrado juez federal Córdoba, fue por poco tiempo en 1940 ministro de gobierno de una de las intervenciones federales en la provincia de Buenos Aires y volvió a la justicia como juez de la Cámara Federal de Apelaciones de la Capital Federal. Tenía vínculos políticos con el conservadorismo y asesoró al procurador general Juan Álvarez cuando el presidente de facto Edelmiro J. Farrell le encargó la formación de un gabinete –que no llegó a presentar- en octubre de 1945. Cuando la reforma constitucional argentina de 1949 dispuso que para permanecer en sus cargos los jueces necesitaban un nuevo acuerdo del Senado, en ese momento con mayoría peronista, quedó cesante al no ser confirmado y hasta llegó a ser encarcelado en 1953 por su decidida oposición al peronismo.

## Designación en la Corte Suprema de Justicia
El presidente de facto Lonardi que había asumido el poder al ser derrocado Juan Domingo Perón lo designó juez de la Corte Suprema de Justicia por decreto del 6 de octubre de 1955 en reemplazo de los integrantes que habían sido removidos por decreto N.º 318 del 4 de octubre de 1955. Juró al igual que los otros nombrados el 7 de octubre del mismo año
Cuando la Corte trató el recurso de amparo en el caso “Siri” hizo el único voto en disidencia. Durante su gestión en la Corte fue delegado a la Conferencia Marítima de Bruselas de 1957. 
Al asumir el gobierno constitucional encabezado por el presidente Arturo Frondizi presentó la renuncia el 8  de mayo de 1958, la cual le fue aceptada.
Compartió La Corte Suprema en distintos momentos con  Alfredo Orgaz, Manuel José Argañarás, Enrique Valentín Galli,  y Jorge Vera Vallejo.
Luego de su egreso de la Corte Frondizi lo incorporó al servicio diplomático como embajador en Suiza entre 1958 y 1961 y en Chile en 1962.
Falleció en Buenos Aires el 15 de agosto de 1972.